# Christian Drevet
Pour les articles homonymes, voir Drevet.
Christian Drevet, né le 4 juin 1951 à Lyon, est un architecte français.

## Éléments biographiques
Christian Drevet a étudié à l'École nationale supérieure d'architecture de Lyon de 1973 à 1978.
Il est notamment le concepteur de plusieurs réalisations, dont le réaménagement d'une partie de la Place des Terreaux à Lyon en collaboration avec Daniel Buren, avec notamment une alternance orthogonale de 69 jets d'eau bordés de 14 piliers, face au palais Saint-Pierre,.
À la suite de la diffusion de cartes postales de la place qui reproduisaient en partie l'œuvre de Buren et Drevet, ces derniers ont intenté une action en contrefaçon contre les éditeurs des cartes. En se fondant sur la théorie de l'accessoire, la Cour de cassation constate que l’œuvre de Buren et de Drevet ne constitue qu'un « simple élément » de la place. Par conséquent, elle ne constitue pas le sujet principal des prises de vue, mais simplement un « accessoire du sujet traité ». Les cartes postales ont pu être ainsi commercialisées sans que cela constitue une « communication » de l’œuvre litigieuse au public,. L'avocat de l'Union professionnelle de la carte postale, Gérard Ducrey, estime à l'époque qu'il s'agit « d'une révolution dans le droit à l'image pour les œuvres du service public. (...) D'un coup d'arrêt aux opérations de confiscation de l'espace public » par certains artistes ». Les deux architectes et la Société des auteurs dans les arts graphiques et plastiques (l'Adagp) tiennent cependant à précier dans un numéro du quotidien Le Monde que : « Si Daniel Buren, Christian Drevet et l'Adagp ont dû procéder judiciairement à l'encontre de certains éditeurs commercialisant des cartes postales [...], c'est, d'une part, parce que le nom des auteurs de cet aménagement n'avait même pas été cité sur les cartes postales en question, reproduisant donc leur œuvre (alors qu'en revanche les noms des éditeurs et des photographes y étaient mentionnés de façon parfaitement lisible) ; d'autre part, après que l'Adagp eut sollicité à maintes reprises, mais en vain, un règlement amiable de ce litige. ».

## Réalisations
Voir liste complète sur archiguide 
- Rue centrale de Vejle (Danemark)
- Place des Terreaux à Lyon en collaboration avec Daniel Buren[3]
- Aéroport de Lyon-Saint-Exupéry, co-architecte avec Guillaume Gillet[7]
- Station de Metro Lyon Debourg
- Centre international de recherche sur le cancer[8]
- Centre funéraire de Villeurbanne
- Rénovation de la place des Nations à Genève (Suisse)
- Centre sportif de Crolles